# China Miéville
China Tom Miéville FRSL, (/ˈtʃaɪnə miˈeɪvəl/; Norwich, 6 de setembro de 1972) é um autor de fantasia e roteirista de histórias em quadrinhos, professor e político inglês. Muitas vezes ele descreve seu trabalho como weird fiction  (ficção estranha) e pertence a um grupo restrito de escritores às vezes denominado new weird.

## Biografia
Nasceu em Norwich e foi criado em Willesden, noroeste de Londres, e viveu na cidade desde a infância. Ele cresceu com a irmã Jemima e a mãe Claudia, tradutora, escritora e professora. Seus pais se separaram logo após seu nascimento e ele disse que "nunca conheceu de fato" o pai. Os pais escolheram o primeiro nome dele, China, de um dicionário, procurando um nome bonito. Em virtude do nascimento de sua mãe em Nova York, Miéville tem dupla cidadania americana e britânica.
Aos 18 anos, em 1990, ensinou inglês durante um ano no Egito, onde desenvolveu um interesse pela cultura árabe e pela política do Oriente Médio.
Miéville fez bacharelado em Antropologia Social na Faculdade de Clare, em Cambridge, graduando-se em 1994, fez mestrado e doutorado em Relações Internacionais na Faculdade de Economia de Londres, em 2001. Hoje é professor de Escrita Criativa na Universidade de Warwick.
Ele se tornou membro da Sociedade Real de Literatura em 2015.

## Influências
Seu trabalho tem sido categorizado como ficção científica, fantasia e como "surrealismo urbano". Miéville listou como "heróis" literários: M. John Harrison, Michael de Larrabeiti, Michael Moorcock, Thomas M. Disch, Charles Williams, Tim Powers e J. G. Ballard; também frequentemente aponta como influênciasː H. P. Lovecraft, Mervyn Peake, Ursula K. Le Guin e Gene Wolfe. 

## Política
Ele tem posicionamento político de esquerda e já foi membro da Organização Internacional Socialista (Estados Unidos), também Já foi membro do Partido dos Trabalhadores Socialistas (Reino Unido) e em 2013 foi membro fundador do Partido Unidade de Esquerda (Reino Unido). 
Se candidatou a Câmara dos Comuns do Reino Unido nas eleições gerais de 2001, pela "Aliança Socialista", sem sucesso, ganhou 459 votos, ou seja, 1,2%, disputando em Regent's Park e Kensington North (distrito eleitoral de Londres).

## Adaptações
- The City and the City, (Série de TV, 2018). Seu livro The City & the City de 2009, (No Brasil: A Cidade e a Cidade, 2014), foi adaptado para a televisão em uma minissérie de 4 episódios pela BBC, no Reino Unido.[7]

## Obras de Ficção

### Série Bas-Lag
- Perdido Street Station (2000) no Brasilː Estação Perdido (Boitempo Editorial, 2016)
- The Scar (2002)
- Iron Council (2004)

### Outros Romances
- King Rat (1998) no Brasilː Rei Rato (Editora Tarja, 2011)
- Un Lun Dun (2007)
- The City & the City (2009) no Brasilː A Cidade e a Cidade (Boitempo Editorial, 2014)
- Kraken (2010)
- Embassytown (2011)
- Railsea (2012)
- The Book of Elsewhere (2024), com Keanu Reeves

### Novelas
- The Tain (2002)
- This Census-Taker (2016)
- The Last Days of New Paris (2016)

### Contos
- Looking for Jake (2005)
- The Apology Chapbook (2013)
- Three Moments of an Explosion: Stories (2015)

### Livro de colorir infantil
- The Worst Breakfast (2016) - (ilustrado por Zak Smith)

### Livros deQuadrinhos(pt-BR)ouBanda Desenhada(pt-PT?)
- Hellblazer (1988) – No. 250 "Holiday Special": "Snow Had Fallen"
- Dial H (2012–2013)
- Justice League (2011) – #23.3 "Dial E #1: Dial Q for Qued"

## Obras de Não-ficção
- Between Equal Rights: A Marxist Theory of International Law, (Tese de Doutorado, 2005)
- Red Planets: Marxism and Science Fiction (com Mark Bould; Wesleyan University Press, 2009)
- Pathfinder Chronicles: Guide to the River Kingdoms (com Elaine Cunningham, Chris Pramas e Steve Kenson; Paizo Publishing, 2010)
- October: The Story of the Russian Revolution (2017) - No Brasil: Outubro: história da Revolução Russa (2017)

### Ensaio
- London's Overthrow (2011)